# Prva crnogorska fudbalska liga 2010-2011
La Prva crnogorska fudbalska liga 2010-2011 (prima lega calcistica montenegrina 2010-2011), conosciuta anche come T-Com 1.CFL 2010-2011 per ragioni di sponsorizzazione, è stata la 7ª edizione di questa competizione, la 5ª come prima divisione del Montenegro indipendente. La vittoria finale è stata appannaggio del Mogren, al suo 2º titolo, che ha conquistato il titolo grazie agli scontri diretti a favore sul Budućnost.
Capocannoniere del torneo fu Ivan Vuković (Budućnost), con 20 reti.

## Novità
Il Kom fu retrocesso alla seconda divisione dopo aver concluso la stagione precedente all'ultimo posto. Il suo posto fu preso dai vincitori della seconda divisione, il Mladost Podgorica.
Penultima e terzultima del campionato precedente, Mornar e Berane, dovettero disputare uno spareggio rispettivamente contro la terza e contro la seconda della divisione inferiore per mantenere la categoria. Il Mornar riuscì a raggiungere il suo obiettivo avendo la meglio sul Bratstvo con un risultato complessivo di 3–1. D'altro canto il Berane venne retrocesso dopo aver perso il suo spareggio a vantaggio dell'OFK Bar ai calci di rigore.

## Formula
In stagione le squadre partecipanti furono 12 : 10 che mantennero la categoria dalla stagione precedente e 2 promosse dalla seconda divisione.
Le 12 squadre disputarono un girone andata-ritorno; al termine delle 22 giornate ne disputarono ancora 11 secondo uno schema prefissato (totale 33 giornate), al termine di queste l'ultima fu retrocessa, mentre la penultima e la terzultima disputarono i play-out contro la seconda e terza classificata della Druga crnogorska fudbalska liga 2010-2011.
Le squadre qualificate alle coppe europee furono quattro: La squadra campione si qualificò alla UEFA Champions League 2011-2012, la seconda e la terza alla UEFA Europa League 2011-2012. La squadra vincitrice della coppa del Montenegro fu anch'essa qualificata alla UEFA Europa League.

## Squadre
| Squadra   | Città               | Stadio                  | Stagione 2009-10 |
| --------- | ------------------- | ----------------------- | ---------------- |
| Rudar     | Pljevlja            | Gradski stadion         | Campione         |
| Budućnost | Podgorica           | Stadion Pod Goricom     | 2º               |
| Mogren    | Budua               | Stadion Lugovi          | 3º               |
| Zeta      | Golubovci           | Stadion Trešnjica       | 4º               |
| Grbalj    | Radanovići, Cattaro | Stadion u Radanovićima  | 5º               |
| Lovćen    | Cettigne            | Stadion Obilića Poljana | 6º               |
| Sutjeska  | Nikšić              | Stadion kraj Bistrice   | 7º               |
| Dečić     | Tuzi                | Stadion Tuško Polje     | 8º               |
| Petrovac  | Castellastua        | Stadion pod Malim Brdom | 9º               |
| Mornar    | Antivari            | Stadion Topolica        | 10º              |
| Mladost   | Podgorica           | Mladost stadion         | 1º in Druga liga |
| OFK Bar   | Antivari            | Stadion Topolica        | 2º in Druga liga |

## Classifica
|       | Pos. | Squadra           | Pt | G  | V  | N  | P  | GF | GS | DR  |
| ----- | ---- | ----------------- | -- | -- | -- | -- | -- | -- | -- | --- |
|       | 1.   | Mogren            | 73 | 33 | 22 | 7  | 4  | 60 | 24 | +36 |
|       | 2.   | Budućnost         | 73 | 33 | 22 | 7  | 4  | 58 | 29 | +29 |
| [ 2 ] | 3.   | Rudar Pljevlja    | 55 | 33 | 16 | 7  | 10 | 44 | 29 | +15 |
|       | 4.   | Zeta              | 46 | 33 | 12 | 13 | 8  | 36 | 29 | +7  |
|       | 5.   | Mladost Podgorica | 41 | 33 | 10 | 11 | 12 | 36 | 35 | +1  |
|       | 6.   | Dečić             | 39 | 33 | 10 | 9  | 14 | 24 | 33 | −9  |
|       | 7.   | Grbalj            | 38 | 33 | 10 | 8  | 15 | 30 | 35 | −5  |
|       | 8.   | Lovćen            | 37 | 33 | 9  | 10 | 14 | 29 | 36 | −7  |
|       | 9.   | Petrovac          | 35 | 33 | 8  | 11 | 14 | 26 | 38 | −12 |
|       | 10.  | Mornar            | 34 | 33 | 9  | 7  | 17 | 25 | 45 | −20 |
|       | 11.  | Sutjeska          | 34 | 33 | 9  | 7  | 17 | 32 | 54 | −22 |
|       | 12.  | OFK Bar           | 32 | 33 | 7  | 11 | 15 | 30 | 43 | −13 |

Legenda:
      Campione di Montenegro e ammessa alla UEFA Champions League 2011-2012.
      Ammesse alla UEFA Europa League 2011-2012.
  Partecipa ai play-out.
      Retrocesse in Druga crnogorska fudbalska liga 2011-2012.
Regolamento:
Tre punti a vittoria, uno a pareggio, zero a sconfitta.

### Classifica avulsa
Per determinare la squadra prima classificata (fra Mogren e Budućnost) e quale terzultima e penultima (Mornar o Sutjeska) si è consultata la classifica avulsa, in questo caso gli scontri diretti:
|  | Pos. | Squadra   | Pt | G | V | N | P | GF | GS | DR |
|  | ---- | --------- | -- | - | - | - | - | -- | -- | -- |
|  | 1.   | Mogren    | 6  | 3 | 2 | 0 | 1 | 5  | 3  | +2 |
|  | 2.   | Budućnost | 3  | 3 | 1 | 0 | 2 | 3  | 5  | −2 |

|  | Pos. | Squadra  | Pt | G | V | N | P | GF | GS | DR |
|  | ---- | -------- | -- | - | - | - | - | -- | -- | -- |
|  | 10.  | Mornar   | 6  | 3 | 2 | 0 | 1 | 5  | 4  | +1 |
|  | 11.  | Sutjeska | 3  | 3 | 1 | 0 | 2 | 4  | 5  | −1 |

## Risultati
|           | Bar     | Bud     | Deč     | Lov     | Grb     | Mla     | Mog     | Mor     | Pet     | Rud     | Sut     | Zet     |
| --------- | ------- | ------- | ------- | ------- | ------- | ------- | ------- | ------- | ------- | ------- | ------- | ------- |
| Bar       |         | 0–0 1–2 | 0–0 3–0 | 2–5     | 1–0 0–0 | 1–2     | 2–4     | 1–0     | 1–1     | 0–2     | 2–0 0–1 | 0–0 3–3 |
| Budućnost | 1–0     |         | 2–2     | 2–0 1–0 | 2–1     | 3–3 2–0 | 1–2     | 3–1 3–2 | 4–3 1–1 | 0–1 2–1 | 2–1 3–0 | 0–0     |
| Dečić     | 1–1     | 0–2 0–0 |         | 1–0 2–0 | 2–0     | 1–0     | 0–1     | 2–0 0–1 | 2–0 0–2 | 1–0     | 1–0 0–0 | 0–0 3–0 |
| Lovćen    | 0–1 1–0 | 1–3     | 1–0     |         | 1–0     | 0–0 2–2 | 0–1 0–1 | 2–2     | 0–0 3–2 | 1–0 2–2 | 1–1     | 0–2     |
| Grbalj    | 3–0     | 1–3 1–0 | 2–2 0–2 | 0–0 1–0 |         | 0–1     | 0–1     | 1–0     | 1–2     | 0–1     | 0–0 5–0 | 1–1 1–1 |
| Mladost   | 1–0 3–1 | 0–2     | 0–0 1–0 | 1–1     | 1–2 3–1 |         | 2–2 1–1 | 1–0 0–1 | 1–1     | 2–0 1–3 | 5–1     | 2–0     |
| Mogren    | 3–1 1–2 | 2–0 1–2 | 5–0 4–1 | 0–0     | 0–0 2–0 | 1–0     |         | 2–0 2–0 | 3–1     | 1–0     | 4–1     | 0–0 2–0 |
| Mornar    | 1–0 1–1 | 1–2     | 1–0     | 2–1 0–1 | 0–0 2–0 | 0–0     | 0–5     |         | 1–2 1–0 | 0–1     | 2–1 3–1 | 0–0     |
| Petrovac  | 0–3 0–0 | 0–2     | 2–0     | 1–0     | 0–1 1–2 | 0–0 0–0 | 0–0 1–1 | 1–1     |         | 0–2 0–1 | 1–0     | 2–0     |
| Rudar     | 0–0 2–2 | 0–2     | 1–0 2–0 | 1–1     | 0–1 4–3 | 2–1     | 4–0 0–1 | 2–1 1–1 | 3–0     |         | 3–0     | 2–1 2–2 |
| Sutjeska  | 3–1     | 1–2     | 2–1     | 1–2 0–2 | 1–2     | 2–1 2–0 | 1–4 3–1 | 2–0     | 1–1 2–0 | 0–0 2–1 |         | 1–1     |
| Zeta      | 2–0     | 0–2 2–2 | 0–0     | 2–0 2–1 | 1–0     | 2–1 1–0 | 1–2     | 4–0 3–0 | 1–0 0–1 | 1–0     | 3–1 0–0 |         |

## Spareggi
Sutjeska e Mornar (penultimo e terzultimo in prima divisione) sfidano Jedinstvo Bijelo Polje e Berane (secondo e terzo in seconda divisione) per due posti in Prva crnogorska fudbalska liga 2011-2012.
| Squadra 1                           | Totale      | Squadra 2 | Andata     | Ritorno    |
| ----------------------------------- | ----------- | --------- | ---------- | ---------- |
|                                     |             |           | 01.06.2011 | 05.06.2011 |
| Jedinstvo Bijelo Polje              | 0 – 1       | Sutjeska  | 0 – 0      | 0 – 1      |
| Mornar                              | 1 – 1 (gfc) | Berane    | 1 – 1      | 0 – 0      |
| Berane promosso, Mornar retrocesso. |             |           |            |            |

## Marcatori
| Gol |  |  | Giocatore          | Squadra   |
| --- |  |  | ------------------ | --------- |
| 20  |  |  | Ivan Vuković       | Budućnost |
| 19  |  |  | Žarko Korać        | Zeta      |
| 16  |  |  | Božo Marković      | Sutjeska  |
| 13  |  |  | Ivica Jovanović    | Rudar     |
| 11  |  |  | Vladimir Gluščević | Mogren    |
| 11  |  |  | Ivan Jablan        | Lovćen    |
| 9   |  |  | Igor Matić         | Mogren    |
| 8   |  |  | Dragan Bošković    | Budućnost |
| 8   |  |  | Marko Ćetković     | Mogren    |
| 8   |  |  | Milan Đurišić      | Mladost   |